# Raúl Zurita
Raúl Zurita Canessa (ur. 10 stycznia 1950 w Santiago) – chilijski poeta. Jeden z najbardziej cenionych poetów Ameryki Południowej.

## Życiorys
Urodził się 10 stycznia 1950 roku w Santiago. Pierwsze utwory poetyckie napisał jeszcze w szkole średniej, gdy uczęszczał do Liceo José Victorino Lastarria. Z początku studiował inżynierię na Universidad Técnica Federico Santa María, po czym porzucił kierunek na rzecz studiów humanistycznych na Universidad de Chile, gdzie zaangażował się w działalność artystyczną oraz publikował na łamach periodyku „Manuscritos”. Podczas puczu w Chile (1973) trafił do więzienia, gdzie torturowano go. Na wolności rejestrował w swojej neoawangardowej twórczości przemoc rządów Junty. Należał do założycieli kolektywu artystycznego Colectivo de Acción de Arte, znanego z podejmowania działań artystycznych w Santiago wymierzonych w opresyjny rząd. W ramach protestu, w 1975 roku m.in. przyłożył rozgrzane żelazo do swojego policzka. W 1979 roku opublikował swoją pierwszą książkę, Purgatorio. Do jego najbardziej spektakularnych działań należą  ¡Ay Sudamerica! (1981), wykonana wraz z Colectivo de Acción de Arte akcja zrzucania setek tysięcy ulotek z samolotów na ulice Santiago, La vida nueva (1982), podczas której samoloty nad Nowym Jorkiem napisały smugami na niebie wiersz dla diaspory latynoamerykańskiej, czy wyrycie buldożerami wiersza na pustyni Atakama (1996).
Do nagród, którymi wyróżniono twórczość Zurity, należą Premio Nacional de Literatura (2000) i Premio Iberoamericano de Poesía Pablo Neruda (2016). Bywa wymieniany w mediach jako jeden z kandydatów do Literackiej Nagrody Nobla.

## Dzieła
- Purgatorio, 1979
- Anteparaíso, 1982
- Literatura, lenguaje y sociedad, 1983
- El paraíso está vacío, 1984
- Canto a su amor desaparecido, 1985
- El amor de Chile, 1987
- Selección de poemas, 1990
- La vida nueva, 1994
- Canto de los ríos que se aman, 1997
- El día más blanco, relato autobiográfico, 1999
- Sobre el amor, el sufrimiento y el nuevo milenio, 2000
- Poemas militantes, 2000
- INRI, 2003
- Mi mejilla es el cielo estrellado, 2004
- Poemas, 2004
- Tu vida derrumbándose, 2005
- Mis amigos creen, 2005
- Los poemas muertos, 2006
- Los países muertos, 2006
- LVN, 2006
- Poemas de amor, 2007
- Las ciudades de agua, 2007
- In memoriam, 2008
- Cinco fragmentos, 2008
- Cuadernos de guerra, 2009
- Poemas 1979-2008, 2009
- Sueños para Kurosawa, 2010
- Zurita, 2011
- Nuevas ficciones, 2013
- Tu vida rompiéndose, 2015
- Verás, 2017
- La vida nueva, 2018[3]